# Provincia de Talara
La provincia de Talara es una de las ocho que conforman el departamento de Piura en el norte del Perú. Limita por el norte con el departamento de Tumbes, por el este con la provincia de Sullana, por el sur con la provincia de Paita y por el oeste con el océano Pacífico.
Desde el punto de vista jerárquico de la Iglesia católica, forma parte de la arquidiócesis de Piura.

## Historia
La provincia fue creada mediante Ley n.º 12649, del 16 de marzo de 1956, en el gobierno del presidente Manuel Odría.

## Geografía
Talara tiene una extensión de 2799,49 km² y se encuentra en tierra de tablazos desérticos y densos bosques de algarrobo que pueblan quebradas siempre secas. Dentro de su territorio, se encuentran algunas de las playas más visitadas de esta parte de la costa: Máncora, El Ñuro, Los Órganos y Cabo Blanco. Tiene también las playas de Negritos como Punta Balcones y el malecón turístico. Coordenadas: 4°34'39" de latitud con una longitud de 81°16'12".

## División administrativa
La provincia se divide en seis distritos:
1. Pariñas
2. El Alto
3. La Brea
4. Lobitos
5. Los Órganos
6. Máncora

## Población
Según el censo de 2007, la provincia tenía una población de 129 396 habitantes.

## Capital
La capital de esta provincia es la ciudad de Pariñas.
En si la provincia de Talara es todos los distritos. Pero el distrito de Pariñas se considera la capital provincial de Talara.

## Autoridades

### Regionales
- Consejero regional
  - 2019-2022:[4] Yasser Kenneth Arambulo Abad (Movimiento Regional Seguridad y Prosperidad)

### Municipales
- 2019-2022[4]
  - Alcalde: José Alfredo Vitonera Infante, del Movimiento Regional Seguridad y Prosperidad.
  - Regidores:

  1. Jhonny Alberto Tinedo Marchán (Movimiento Regional Seguridad y Prosperidad)
  2. Robin Alberto Estrada Serrano (Movimiento Regional Seguridad y Prosperidad)
  3. Luis Anatoli Benites Guerrero (Movimiento Regional Seguridad y Prosperidad)
  4. Darwin Alberto Cruz Correa (Movimiento Regional Seguridad y Prosperidad)
  5. Santiago Emilio Guevara Velásquez (Movimiento Regional Seguridad y Prosperidad)
  6. Rosanita Burgos Zapata (Movimiento Regional Seguridad y Prosperidad)
  7. Miguel Ángel Talledo Panta (Movimiento Regional Seguridad y Prosperidad)
  8. Harold Alemán Saavedra (Partido Democrático Somos Perú)
  9. Mercy Jackelin Imán Sosa de Guzmán (Partido Democrático Somos Perú)
  10. Sandra Lizbeth Vinces Timaná (Movimiento de Desarrollo Local Modelo Región Piura)
  11. Víctor Manuel Bossio Rodríguez (Región para Todos)

### Policiales
- Jefe de la División Policial de Sullana: Coronel Carlos Alberto Malaver Odías[5]
- Comisario: Cmdt. PNP Donayre Pilco Carmen[6]

## Festividades
- Enero: San Sebastián
- 16 de marzo: Aniversario de creación de la provincia
- 29 de junio: San Pedro
- 30 de agosto: Santa Rosa de Lima
- 9 de octubre: Día del Trabajador Petrolero
- 8 de diciembre: Inmaculada Concepción